# Circondario di Sondrio
Il circondario di Sondrio, ai tempi dei circondari italiani, coincise con l'omonima provincia, e quindi risultò null’altro che una ripartizione statistica cui non corrispondeva autorità specifica.

## Storia
In seguito all'annessione della Lombardia dal Regno Lombardo-Veneto al Regno di Sardegna (1859), fu emanato il decreto Rattazzi, che riorganizzava la struttura amministrativa del Regno, suddiviso in province, a loro volta suddivise in circondari. Il circondario di Sondrio fu l’unico dell'omonima provincia. Tutti i circondari italiani furono aboliti nel 1927, nell'ambito della riorganizzazione della struttura statale voluta dal regime fascista.

## Geografia antropica

### Suddivisioni amministrative
Nel 1863, la composizione del circondario era la seguente:
- mandamento I di Bormio
- mandamento II di Chiavenna
- mandamento III di Grosotto
- mandamento IV di Morbegno
- mandamento V di Ponte
- mandamento VI di Sondrio
- mandamento VII di Tirano
- mandamento VIII di Traona